# 이토 나가자네
이토 나가자네(일본어: 伊東長実, 1560년 ~ 1629년 3월 11일)는 센고쿠 시대부터 에도 시대 전기까지의 무장, 다이묘이다. 빗추 오카다번 초대 번주를 지냈다.
오와리국 이와쿠라의 국인 이토 나가히사의 장남으로 태어났다. 오비번 이토씨와는 일족이다.
|  | 제1대 오카다번 번주 (빗추 이토가) 1615년 ~ 1629년 | 후임 이토 나가마사 |